# Réserve de faune de Zemongo
La réserve de faune de Zemongo est une aire protégée en République centrafricaine. Elle consiste en grande partie en forêt alluviale inondée.

## Situation
La réserve de Zemongo est créée en 1925, elle est étendue et renommée en 1975 mais toujours ouverte à la chasse en 1980. Elle est parcourue par deux rivières : le Vovado et la Gangoa. Elle couvre une surface de 10 100 km² dont 1 720 km² de forêt inondée.
Le Vovado ou Vivado, affluent du Chinko, la Gangoa, affluent de la Ouarra (ou Ouara), et deux autres rivières, le Kerre (ou Kéré) et le Mbokou, naissent dans la même région humide du sud-est de la République centrafricaine et se rejoignent dans le Mbomou, appartenant au bassin de l'Oubangui. Les zones inondables sont importantes dans cette région et 6 500 km² sont recouverts pendant la saison des pluies.

## Flore et faune

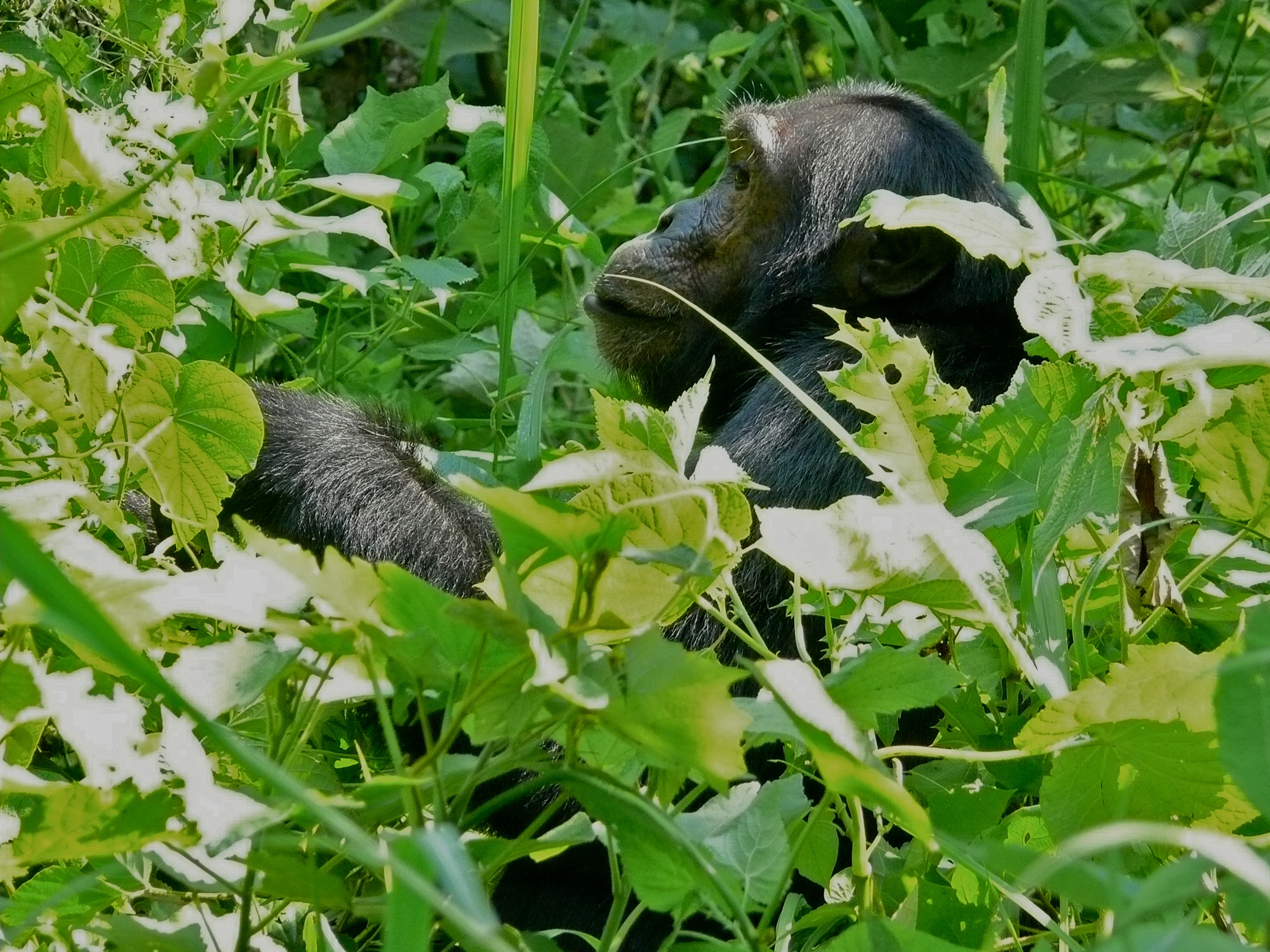
Chimpanzé au parc national de Kibale (Ouganda) en 2009.

La végétation est une mosaïque de forêt et savane avec une épaisse savane boisée d'Isoberlinia traversée de forêts-galeries.
La faune comprend des chimpanzés de la sous-espèce orientale (Pan troglodytes schweinfurthii). Bien qu'ils soient très difficiles à observer, on pense qu'ils étaient encore présents en 2005.
La réserve a abrité autrefois une nombreuse population d'éléphants et d'antilopes.
Des braconniers sont actifs dans l'est de la Centrafrique y compris dans les périphéries de la réserve ; ils se recrutent parmi les Pygmées Akas et Bofis, chasseurs par tradition et qui s'en prennent surtout au petit gibier.